# Мешильоэйра-Гранди
Мешильоэ́йра-Гра́нди (порт. Mexilhoeira Grande) — район (фрегезия) в Португалии, входит в округ Фару. Является составной частью муниципалитета Портиман. По старому административному делению входил в провинцию Алгарви. Входит в экономико-статистический субрегион Алгарви, который входит в Алгарви. Население составляет 3598 человек на 2001 год. Занимает площадь 88,41 км².